# هيلينا سياك
هيلينا سياك (بالفرنسية: Héléna Ciak)‏ مواليد 15 ديسمبر 1989 في دونكيرك، هي لاعبة كرة سلة فرنسية. وتحمل الرقم 11. يبلغ طولها 6 قدم 6 بوصة (2.0 م). مثلت منتخب بلادها. شاركت في دورة الألعاب الأولمبية الصيفية سنة 2016. لعبت مع نادي بورجيز لكرة السلة للسيدات ودينامو كورسك.

## سجل المنافسة
شاركت في المنافسات التالية:
- الألعاب الأولمبية الصيفية 2016
- كأس العالم لكرة السلة للسيدات 2014

## روابط خارجية
- هيلينا سياك على موقع الاتحاد الدولي لكرة السلة (الإنجليزية)
- هيلينا سياك على موقع كرة السلة الأوروبية.كوم (الإنجليزية)
- هيلينا سياك على موقع بروبوليرز (الإنجليزية)
- هيلينا سياك على موقع سبورتس رفرنس (الإنجليزية)
- هيلينا سياك على موقع اللجنة الأولمبية الدولية (الإنجليزية)
- هيلينا سياك على موقع أوليمبيديا (الإنجليزية)
- هيلينا سياك على موقع اللجنة الأولمبية الفرنسية (مؤرشف) (الفرنسية)